# باشگاه فوتبال اسپورت بویز
باشگاه فوتبال اسپورت بویز (به انگلیسی: Sport Boys Association) یک باشگاه فوتبال واقع در شهر کایائو در کشور پرو است. این تیم فوتبال در لیگ سطح یک فوتبال پرو، بازی می‌کند و تا بحال ۶ بار قهرمان این لیگ شده است.